# Felipe Ruiz Martín
Felipe Ruiz Martín (Palacios de Campos, Medina de Rioseco, Valladolid, 1915 -Madrid, 27 de gener de 2004) fou un historiador espanyol.
Va estudiar història a la Universitat de Valladolid entre 1931 i 1935, i va guanyar el premi especial de doctorat. El 1941 esdevingué catedràtic. Pioner a Espanya de la història econòmica, fou el primer catedràtic d'història econòmica el 1961. Va fer treballs de recerca d'història política i de relacions internacionals. En la dècada de 1950 també va treballar en història econòmica de Castella en els segles xvi i xvii amb una anàlisi exhaustiva de l'economia durant aquest segles. Va rebre un gran suport del Centre Nacional de la Recerca Científica de París i de Fernand Braudel. Membre de la Reial Acadèmia de la Història i de la Reial Acadèmia d'Història i Art de San Quirce. Era influït per l'escola dels Annales francesa

## Premis
- 1991 per la seva obra Pequeño capitalismo, gran capitalismo de l'editorial Crítica, va obtenir el Premio Nacional de Historia de España[8] concedit pel Ministeri d'Educació i Cultura i dotat amb dos milions i mig de pessetes
- 1991 Premi Castella i Lleó de Ciències socials i Humanitats[9]
- 1989 Doctor Honoris Causa Universitat del País Basc[10]

## Obres
Selecció d'obres
- Los alumbres españoles: un índice de la coyuntura económica europea en el siglo XVI Madrid : Bornova, 2005. ISBN 84-934615-0-4[12][13]
- La Monarquía de Felipe II Real Academia de la Historia 2003
- La Proyección Europea De La Monarquía Hispánica coord. por Felipe Ruiz Martín Universidad Complutense, Editorial Complutense, 1996. ISBN 84-89365-27-X ISBN 978-84-89365-27-8
- Pequeño capitalismo, gran capitalismo: Simón Ruíz y sus negocios en Florencia. Barcelona : Crítica, D.L. 1990. ISBN 84-7423-441-7
- Las finanzas de la Monarquía Hispánica en tiempos de Felipe IV, 1621-1665, Discurso leído el día 21 d'octubre de 1990 d'ingreso en el Real Academia de la història Madrid.[14]
- El Banco de España. Una historia económica (1970) (i altres)

## Homenatge
- Felipe Ruiz Martín (1915-2004). In Memoriam Ángel García Sanz[2]